# 軍司泰斗
軍司 泰斗（ぐんじ たいと、1999年1月17日 - ）は、日本のキックボクサー。
東京都板橋区出身。K-1ジム総本部チームペガサス所属。元K-1 WORLD GPフェザー級王者。元Krushバンタム級王者。K-1フェザー級世界最強決定トーナメント優勝。

## 来歴
- 2015年2月6日 - Krush.51でプロデビュー。デビュー戦ではあるがオープニングファイトではなく本戦に出場し勝大と対戦した。結果は2-0の判定でプロ初白星を上げた。
- 2015年11月14日 - Krush.60のオープニングファイトで良輝と対戦。新設された53キロ級での試合となった。1Rからボディブローやローキックで下がらせたところに右ハイキックでダウンを奪い、プロ初のKO勝ち。
- 2016年2月5日 - Krush.63にて武居由樹と対戦。お互いにダウンを奪い合う激戦となったが、0-3で判定負けを喫した。
- 2016年6月12日 - Krush.66では再起戦として石塚宏人と対戦。2Rに右ストレートでダウンを奪い、立ち上がったところへ右ストレートからの左フックで続けざまにダウンを奪取。相手のセコンドからタオルも投げ入れられKO勝ちとなった。
- 2016年7月30日 - K-1甲子園2016年の55kgトーナメントに参加。2回戦は3-0の判定、準々決勝、準決勝はKO勝利を収め決勝へ駒を進めた。
- 2016年11月3日 - K-1 WORLD GP 2016 JAPAN ～初代フェザー級王座決定トーナメント～にてK-1甲子園決勝で椿原龍矢と対戦。3-0の判定で勝利しK-1甲子園2016の優勝者となった。
- 2017年1月15日 - Krush.72でK-1甲子園優勝後初の公式戦参戦となり、笠見玲慈と対戦。1R終盤に放った左ボディフックで効かせるとボディへ連打をまとめダウンを先取。そのままKO勝ちとなった。
- 2017年9月8日 - Krush.80では武居由樹が返上した-53キロ級のベルトをかけ、王座決定戦で隆聖と対戦した。再三ダウンを奪い三者30-24の判定で勝利し、第2代Krush-53キロ級王座を戴冠した。

### K-1参戦
- 2017年12月27日 - K-1 WORLD GP 2017 JAPAN ～SURVIVAL WARS 2017～にてK-1初参戦。当時K-1には-53キロ（のちのバンタム級）が存在しなかったためスーパーバンタム級（-55キロ）で大岩翔大と対戦した。1R終盤に右ストレートと右フックで２つのダウンを奪取。3-0の判定でKrush王者になっての初戦を勝利で飾った。
- 2018年6月30日 - Krush.89にて当時無敗の金子晃大とバンタム級タイトルマッチにて対戦。3R判定では決着がつかず延長戦へ突入。金子の眉部分をカットさせるなど激闘となったが、終盤に右ストレートの連打を浴びダウン。8-10での判定負けとなり王座陥落となった。
- 2018年9月30日 - Krush.93にて森坂陸とKrushスーパーバンタム級王座決定トーナメント1回戦で対戦。階級変更初戦を2-0で判定勝利で飾った。
- 2018年12月16日 - Krush.96にて椿原龍矢とトーナメント準決勝で通算4回目の対戦。本戦ではドロー、延長判定では2-1で勝利し対戦成績を2勝2敗とした。
- 2019年2月16日 - Krush.98にて玖村将史とトーナメント決勝で対戦。20歳同士による王座決定戦となった。ダウンこそしなかったものの0-3の判定負けとなり、Krush2階級制覇とはならなかった。またこの試合で顎を骨折し長期欠場を余儀なくされた。
- 2019年10月13日 - Krush.106にて再起戦で玖村修平と対戦。2R終盤玖村をコーナーへ追い詰めると左ボディを突き刺しダウンを奪う。そのまま判定となり3-0で判定勝利を上げ復活を果たした。
- 2020年2月24日 - Krush.111にてタイの強豪スリヤンレック・オーボートー.ガムピーと対戦。K-1のリングで武居と善戦した相手だったが、終盤の撃ち合いの中左ボディを効かせ追撃の飛び膝でスタンディングダウンを奪う。結果3-0の判定勝利を上げた。
- 2020年9月26日 - Krush.117のメインイベントにて、玖村将史とスーパーバンタム級タイトルマッチで再戦を果たす。玖村のジャブに苦戦する中3R中盤に顔面膝を受けダウンを奪われてしまい、0-3の判定負けに終わった。

### フェザー級への転向
- 2020年12月13日 - K-1 WORLD GP 2020 JAPAN～K-1冬の大一番～にて亀本勇翔と対戦。お互いがフェザー級へ階級を上げての初戦となった。2Rに強心した左フックが顔面を捉えダウンを奪うと、ダメージの大きい亀本をロープへ詰め再び左フックで薙ぎ倒し2017年以来のKO勝利を収めた。
- 2021年9月20日 - K-1 WORLD GP 2021 JAPAN～よこはまつり～にてKrushフェザー級チャンピオンの新美貴士と対戦。タフな新美に対して的確に攻撃を当て3-0の判定勝ちとなった。
- 2021年12月4日 - K-1 WORLD GP 2021 JAPAN大阪大会にてタイトルマッチで椿原龍矢へ挑んだ。通算5度目の対戦となる一戦だったが、この試合も死闘となり判定1-1で延長戦へ突入。延長も判定となり2-1で第5代K-1フェザー級王座を体幹した。
- 2022年2月27日 - K-1 WORLD GP 2022 JAPAN ～第3代スーパー・バンタム級王座決定トーナメント～にて武尊とエキシビションマッチにて対戦。6月に那須川天心との大一番を控える武尊の最後の実戦相手となった。
- 2022年4月3日 - K-1 WORLD GP 2022 JAPAN ～K’FESTA.5～にて王者としての公式戦初陣で斗麗と対戦。本戦では0-1と劣勢の判定となったものの延長では3-0で判定勝利。
- 2022年8月11日 - K-1 WORLD GP 2022 JAPAN～K-1フェザー級世界最強決定トーナメント～にフェザー級王者として参戦。1回戦で海外勢のファク・スアレスと対戦し大差の判定勝利。　　　　　　　　　　　　　2回戦では玖村修平と対戦。

## 戦績

### プロキックボクシング
| キックボクシング 戦績 | キックボクシング 戦績 | キックボクシング 戦績 | キックボクシング 戦績 | キックボクシング 戦績 | キックボクシング 戦績 | キックボクシング 戦績 |
| --------------------- | --------------------- | --------------------- | --------------------- | --------------------- | --------------------- | --------------------- |
| 34 試合               | (T)KO                 | 判定                  | その他                | 引き分け              | 無効試合              |                       |
| 27 勝                 | 7                     | 20                    | 0                     | 1                     | 0                     |                       |
| 6 敗                  | 0                     | 6                     | 0                     | 1                     | 0                     |                       |

| 勝敗 | 対戦相手                             | 試合結果                            | 大会名 | 開催年月日     |
| ○    | ペットルンルアン・ソーチャールワン   | 1R 1:22 KO（左ボディ）              | THE KNOCK OUT 2025 | 2025年6月22日  |
| ○    | クリスチャン・ボグダン               | 5R終了 判定3-0                      | JAPAN MARTIAL ARTS EXPO PROLOGUE 【ISKAインターコンチネンタルスーパーフェザー級王座決定戦】                                          | 2024年10月19日 |
| ×    | 寺田匠                               | 3R+延長1R終了 判定0-3               | K-1 WORLD MAX 2024 【K-1 WORLD GPフェザー級タイトルマッチ】                                                                          | 2024年9月29日  |
| ○    | 門口佳佑                             | 3R+延長1R終了 判定2-1               | K-1 WORLD MAX 2024 | 2024年3月20日  |
| ○    | アンジェロス・マルティノス           | 3R終了 判定2-0                      | ReBOOT 〜K-1 ReBIRTH〜 | 2023年9月10日  |
| ○    | ダウサヤーム・ウォーワンチャイ       | 3R終了 判定3-0                      | AZABU PRESENTS K-1 WORLD GP 2023 | 2023年7月17日  |
| ○    | ヴュー・ペッコウーソン               | 3R終了 判定2-0                      | K-1 WORLD GP 2023 ～K’FESTA.6～ 【 K-1 WORLD GPフェザー級タイトルマッチ】                                                            | 2023年3月12日  |
| ○    | 斗麗                                 | 1R 2:57 KO（3ダウン：右ストレート） | K-1 WORLD GP 2022 JAPAN ～K-1フェザー級世界最強決定トーナメント～ 【 K-1 WORLD GP 2022 K-1フェザー級世界最強決定トーナメント決勝】   | 2022年8月11日  |
| ○    | 玖村修平                             | 1R 3:00 KO（右ストレート）          | K-1 WORLD GP 2022 JAPAN ～K-1フェザー級世界最強決定トーナメント～ 【 K-1 WORLD GP 2022 K-1フェザー級世界最強決定トーナメント準決勝】 | 2022年8月11日  |
| ○    | ファク・スアレス                     | 判定3-0                             | K-1 WORLD GP 2022 JAPAN ～K-1フェザー級世界最強決定トーナメント～ 【 K-1 WORLD GP 2022 K-1フェザー級世界最強決定トーナメント1回戦】  | 2022年8月11日  |
| ○    | 斗麗                                 | 3R+延長1R終了 判定3-0               | K-1 WORLD GP 2021 JAPAN ～K’FESTA.5 ～                                                                                               | 2022年4月3日   |
| ○    | 椿原龍矢                             | 3R+延長1R終了 判定2-1               | K-1 WORLD GP 2021 JAPAN ～スーパー・ウェルター級＆フェザー級ダブルタイトルマッチ～ 【K-1 WORLD GP フェザー級タイトルマッチ】         | 2021年12月4日  |
| ○    | 新美貴士                             | 3R終了 判定3-0                      | K-1 WORLD GP 2021 JAPAN ～よこはまつり～                                                                                             | 2021年9月20日  |
| ○    | 森坂陸                               | 3R終了 判定3-0                      | K-1 WORLD GP 2021 JAPAN ～K’FESTA.4 DAY1～                                                                                           | 2021年3月21日  |
| ○    | 亀本勇翔                             | 2R 1:56 KO（左フック）              | K-1 WORLD GP 2020 JAPAN ～K-1冬の大一番～                                                                                            | 2020年12月13日 |
| ×    | 玖村将史                             | 3R終了 判定0-3                      | Krush.117 【Krush スーパーバンタム級タイトルマッチ】                                                                                 | 2020年9月26日  |
| ○    | スリヤンレック･オーボートー.ガムピー | 3R終了 判定3-0                      | Krush.111 | 2020年2月24日  |
| ○    | 玖村修平                             | 3R終了 判定3-0                      | Krush.106 | 2019年10月13日 |
| ×    | 玖村将史                             | 3R終了 判定0-3                      | Krush.98 【第6代Krush スーパーバンタム級王座決定トーナメント決勝戦】                                                                 | 2019年2月16日  |
| ○    | 椿原龍矢                             | 3R+延長1R終了 判定2-1               | Krush.96 【第6代Krush スーパーバンタム級王座決定トーナメント準決勝】                                                                 | 2018年12月1日  |
| ○    | 森坂陸                               | 3R終了 判定2-0                      | Krush.93 【第6代Krush スーパーバンタム級王座決定トーナメント1回戦】                                                                  | 2018年9月30日  |
| ×    | 金子晃大                             | 3R+延長1R終了 判定0-3               | Krush.89 【Krushバンタム級タイトルマッチ】                                                                                           | 2018年6月30日  |
| ○    | 登坂匠                               | 3R終了 判定3-0                      | K-1 WORLD GP 2018 JAPAN ～K'FESTA.1～                                                                                                | 2018年3月21日  |
| ○    | 大岩翔大                             | 3R終了 判定3-0                      | K-1 WORLD GP 2017 JAPAN～SURVIVAL WARS 2017～                                                                                        | 2017年12月27日 |
| ○    | 隆聖                                 | 3R終了 判定3-0                      | Krush.80 【第2代Krush -53kg級王座決定戦】                                                                                            | 2017年9月8日   |
| ×    | 椿原龍矢                             | 3R終了 判定0-2                      | KHAOS.2 | 2017年5月13日  |
| ○    | 出貝泰佑                             | 3R終了 判定0-3                      | Krush.74 | 2017年3月3日   |
| ○    | 笠見玲慈                             | 1R 2:58 KO (パンチ連打)             | Krush.72 | 2017年1月15日  |
| ○    | 石塚宏人                             | 2R 2:05 KO (左フック)               | Krush.66 | 2016年6月12日  |
| ×    | 武居由樹                             | 3R終了 判定0-3                      | Krush.63 | 2016年2月5日   |
| ○    | 良輝                                 | 1R 0:28 KO (右ハイキック)           | Krush.75 | 2015年11月14日 |
| △    | 鈴木拓哉                             | 3R終了 判定1-0                      | Krush.54 | 2015年5月4日   |
| ○    | 勝大                                 | 3R終了 判定2-0                      | Krush.51 | 2015年2月6日   |

### エキシビション
| 勝敗 | 対戦相手 | 試合結果 | 大会名                                                                    | 開催年月日    |
| ー   | 武尊     | 2分2R    | K-1 WORLD GP 2022 JAPAN ～第3代スーパー・バンタム級王座決定トーナメント～ | 2022年2月27日 |

## 獲得タイトル
- 第3回K-1アマチュア チャレンジAクラス -55kg優勝
- K-1甲子園2016 -55kg王者
- 第2代Krushバンタム級王者
- 第5代K-1 WORLD GPフェザー級王座
- K-1フェザー級世界最強決定トーナメント優勝
- ISKAインターコンチネンタルスーパーフェザー級王座